# Bennet (Nebraska)
Bennet je selo u američkoj saveznoj državi Nebraska. Prema popisu stanovništva iz 2010. u njemu je živjelo 719 stanovnika.